# 蔣英 (萬曆進士)
蔣英（1584年—？年），字涵甫，號瞻屺，浙江嘉興府嘉善縣人，民籍，明朝官員。

## 生平
萬曆三十一年（1603年）癸卯科浙江鄉試第二十五名舉人，萬曆三十八年（1610年）庚戌科會試一百八十七名，第三甲第二百十八名進士。禮部觀政，授福建松溪縣知縣，四十三年丁艱，四十六年補宜興縣。累官南京吏部驗封司郎中，天啓六年（1626年）十二月出為福建驿传道副使，次月因久依门户被閹黨撤職。魏忠賢敗，以故官分巡蘇、松，又坐事貶官。尚未成行，宜興發生民變，上官因蔣英之前治理宜興，深得民心，命其前往撫治。宜興多豪家，修撰陳於泰、編修陳於鼎兄弟尤其蠻橫，因此激發民變。蔣英單騎往諭，懲治豪家僮客數人，令亂民自獻其首惡，亂遂定。朝廷周延儒方得勢，與陳氏往來密切，因此報復，蔣英再貶兩秩，遂歸。《明史》有傳。

## 家族
曾祖蔣勳；祖蔣裔，庠生；父蔣汝能；母顧氏；繼母陸氏。兄芳（監生）；應璋；應珍；茂（庠生），弟蕃；菃；苴；蕚；蘭；蕙。子玉璜；玉珽。